# Opere di Michel Foucault
Questo è l'elenco delle opere di Michel Foucault (1926-1984), secondo le traduzioni italiane.

## Libri
| Anno | Titolo originale francese | Traduzione italiana |
| ---- | --- | --- |
| 1954 | Maladie mentale et personnalité, Paris: PUF, 1954; riedito come Maladie mentale et psychologie, ivi, 1962, 1966                                              | Malattia mentale e psicologia, trad. Fabio Polidori, Milano: Raffaello Cortina, 1997 ISBN 88-7078-448-7 |
| 1961 | Folie et déraison: histoire de la folie à l'âge classique, Paris: Plon, 1961; Paris: Gallimard, 1972                                                         | Storia della follia nell'età classica, trad. Franco Ferrucci, Emilio Renzi e Vittore Vezzoli, Milano: Rizzoli 1963; n. ed. a cura di Mario Galzigna, ivi, 2011 ISBN 978-88-17-04662-6 |
| 1963 | Naissance de la clinique: une archéologie du regard médical, Paris: PUF, 1963                                                                                | Nascita della clinica. Un'archeologia dello sguardo clinico, trad. Alessandro Fontana, Torino: Einaudi, 1969; n. ed. con postfazione di Mauro Bertani, 1998 ISBN 978-88-06-14871-3 |
| 1963 | Raymond Roussel, présentation de Pierre Macherey, Paris: Gallimard, 1963                                                                                     | Raymond Roussel, trad. Elena Brizio, Bologna: Cappelli, 1978; trad. e introduzione di Massimiliano Guareschi, Verona: Ombre corte, 2001 ISBN 88-87009-16-3 |
| 1966 | Les Mots et les choses: une archéologie des sciences humaines, Paris: Gallimard, 1966                                                                        | Le parole e le cose. Un'archeologia delle scienze umane, con un saggio critico di Georges Canguilhem, trad. Emilio Panaitescu, Milano: Rizzoli, 1967 ISBN 978-88-17-11280-2 |
| 1968 | Ceci n'est pas une pipe. Deux lettres et quatre dessins de René Magritte, s.l.: Les cahiers du chemin, 1968; Montpellier: Fata Morgana, 1973                 | Questa non è una pipa, trad. Alba Pellegrino Ceccarelli, prefazione di Guido Almansi, Milano: Serra e Riva, 1980; trad. Roberto Rossi, Milano: SE, 1988 |
| 1969 | L'Archéologie du savoir, Paris: Gallimard, 1969 | L'archeologia del sapere, trad. Giovanni Bogliolo, Milano: Rizzoli, 1971 ISBN 978-88-17-11858-3 |
| 1970 | L'Ordre du discours. Leçon inaugurale au Collège de France prononcée le 2 décembre 1970, Paris: Gallimard, 1971                                              | L'ordine del discorso. I meccanismi sociali di controllo e di esclusione della parola, trad. Alessandro Fontana, Torino: Einaudi, Torino 1972; nuova ediz. L'ordine del discorso e altri interventi, trad. A. Fontana, Mauro Bertani e Valeria Zini, ivi, 2004 ISBN 978-88-06-17052-3 |
| 1973 | Moi, Pierre Rivière, ayant égorgé ma mère, ma sœur et mon frère ... Un cas de parricide au XIXe siècle, présenté par Michel Foucault, Paris: Gallimard, 1973 | (a cura di), Io Pierre Rivière, avendo sgozzato mia madre, mia sorella e mio fratello... Un caso di parricidio nel XIX secolo, trad. Alessandro Fontana e Pasquale Pasquino, Collana Nuovo Politecnico n.85, Torino: Einaudi, Torino 1976 ISBN 978-88-06-18977-8; Introduzione di Paolo Crepet, Collana ET Saggi, Einaudi, 2007; nuova ediz. con un saggio di Mauro Bertani, Collana Piccola Biblioteca Einaudi.Big, 2020, ISBN 978-88-062-4475-0. |
| 1975 | Surveiller et punir, Paris: Gallimard, 1975 | Sorvegliare e punire. Nascita della prigione, trad. Alcesti Tarchetti, Torino: Einaudi, Torino 1976 ISBN 978-88-06-21946-8 |
| 1976 | Histoire de la sexualité: vol I. La Volonté de savoir, Paris: Gallimard, 1976                                                                                | Storia della sessualità: 1. La volontà di sapere, trad. Pasquale Pasquino e Giovanna Procacci, Milano: Feltrinelli, 1978 ISBN 978-88-07-88234-0; Milano: ES, 2014 ISBN 978-88-98401-47-5 |
| 1978 | Herculine Barbin dite Alexina B., Paris: Gallimard, 1978 | Herculine Barbin, detta Alexina B., una strana confessione. Memorie di un ermafrodito, trad. e nota introduttiva di Brunella Schisa, Torino: Einaudi, 1979 ISBN 978-88-06-18703-3 |
| 1982 | Le Désordre des familles. Lettres de cachet des Archives de la Bastille au XVIIIe siècle (con Arlette Farge), Paris: Gallimard: 1982                         | Arlette Farge, Michel Foucault, Il disordine delle famiglie: Potere, ordine pubblico e controllo sociale, trad. David Scaffei, Roma: Donzelli, 2024 ISBN 9788855226516 |
| 1984 | Histoire de la sexualité: vol II. L'Usage des plaisirs, Paris: Gallimard, 1984                                                                               | Storia della sessualità: 2. L'uso dei piaceri, trad. Laura Guarino, Milano: Feltrinelli, 1984 ISBN 978-88-07-88594-5; Milano: ES, 2014 ISBN 978-88-98401-55-0 |
| 1984 | Histoire de la sexualité: vol III. Le Souci de soi, Paris: Gallimard, 1984                                                                                   | Storia della sessualità: 3. La cura di sé, trad. Laura Guarino, Milano: Feltrinelli, 1985 ISBN 978-88-07-81153-1 |
| 2018 | Histoire de la sexualité vol IV. Les aveux de la chair, Édition de Frédéric Gros, Paris: Gallimard, 2018                                                     | Storia della sessualità: 4. Le confessioni della carne, a cura di Frédéric Gros, trad. Deborah Borca, Collezione Campi del sapere, Milano: Feltrinelli, 2019, ISBN 978-88-071-0547-0 |

## Altri scritti, Conversazioni, Conferenze
| Anno      | Titolo originale francese | Traduzione italiana |
| --------- | --- | --- |
| 1954      | La rêve et l'existence (introduzione a Ludwig Binswanger) | Introduzione a Ludwig Binswanger, Sogno ed esistenza, trad. Lucia Corradini e Carlotta Giussani, Milano: SE, 1993 ISBN 978-88-7710-834-0; Il sogno, trad. Maria Colò, prefazione di Fabio Polidori, Milano: R. Cortina, 2003 ISBN 88-7078-825-3                                                           |
| 1966      | Les hétérotopies e Les corps utopique, conferenze su France-Culture (7 e 21 dicembre 1966) | Utopie, eterotopie, a cura di Antonella Moscati, Napoli: Cronopio, 2006 ISBN 88-89446-17-X; Il corpo, luogo di utopia, trad. Gloria Origgi, Roma: Nottetempo, 2008 ISBN 978-88-7452-176-0 |
| 1967      | Des espaces autres, Hétérotopies, 1984 | Spazi altri. I luoghi delle eterotopie, a cura di Salvo Vaccaro, Milano: Mimesis, 2001 ISBN 88-8483-002-8 |
| 1967      | Dialogue entre Michel Foucault et Raymond Aron | Dialogo (con Raymond Aron), trad. Antonio Cucciniello, Fondi: Eupolis, 2012 ISBN 978-88-97130-04-8 |
| 1968      | Réponse au cercle d'épistemologie, "Cahiers pour l'Analyse", 9, 1968 e Réponse à une question, "Esprit", 5, 1968 | Due risposte sull'epistemologia, trad. Mario De Stefanis, Milano: Lampugnani Nigri, 1971; con introduzione di Maurizio Ciampa, Il sapere e la storia, Roma: Savelli, 1979 |
| 1969      | | Conversazioni con Claude Lévi-Strauss, Michel Foucault e Jacques Lacan, a cura di Paolo Caruso, Milano: Mursia, 1969 |
| 1958-1969 | (antologia) | Scritti letterari, a cura di Cesare Milanese, Milano: Feltrinelli, 1971 ISBN 978-88-07-81787-8 |
| 1961-1970 | Dits et écrits, a cura di Daniel Defert e François Ewald con la collaborazione di Jacques Lagrange, Paris: Gallimard, 1994 | Archivio Foucault. Interventi, colloqui, interviste 1961-1970: follia, scrittura, discorso, a cura di Judith Revel, trad. Gioia Costa, Milano: Feltrinelli, 1996 ISBN 978-88-07-88444-3 |
| 1963-1970 | La grande étrangère. À propos de littérature, a cura di Philippe Artières, Jean-François Bert, Mathieu Potte-Bonneville e Judith Revel, Paris: EHESS, 2013 | La grande straniera. A proposito di letteratura, Napoli: Cronopio, 2015 ISBN 978-88-98367-15-3 |
| 1971      | L'assassinat de George Jackson, "Intolérable", 3, 1971 | (a cura di, con Gilles Deleuze e il Groupe d'Information sur les Prisons), L'assassinio di George Jackson, trad. di Maria Gregorio, prefazione di Jean Genet, Milano: Feltrinelli, 1971 |
| 1971      | Peinture de Manet, a cura di Maryvonne Saison | La pittura di Manet, a cura e con un saggio di Francesco Paolo Adorno, introduzione di Angelo Trimarco, Napoli: La città del sole, 1996 ISBN 88-86521-45-6; trad. Simona Paolini, con uno scritto di Carole Talon-Hugon, Milano: Abscondita, 2005 ISBN 978-88-8416-220-5                                  |
| 1973      | C'est demain la veille, "Actuel", Paris: Seuil, 1973 | Aspettando la rivoluzione (conversazioni con Foucault e altri), trad. di Maria Grazia e Sergio De La Pierre, Rimini: Guaraldi, 1975 |
| 1973      | | Dalla tortura alle celle, Introduzione di Gianfranco Perni, Cosenza: Lerici, 1979 |
| 1975      | | La casa della follia, in Franco Basaglia e Franca Basaglia Ongaro (a cura di), Crimini di pace. Ricerche sugli intellettuali e sui tecnici come addetti all'oppressione, Torino: Einaudi, 1975, pp. 151-69                                                                                                |
| 1971-1976 | Microphysique du pouvoir | Microfisica del potere. Interventi politici, a cura di Pasquale Pasquino e Alessandro Fontana, Torino: Einaudi, 1977 ISBN 88-06-04781-7 |
| 1971-1977 | Dits et écrits, cit., 1994 | Archivio Foucault. Interventi, colloqui, interviste 1971-1977: poteri, saperi, strategie, a cura di Alessandro Dal Lago, trad. Agostino Petrillo, Milano: Feltrinelli, 1997 ISBN 88-07-10213-7 |
| 1976      | Conférence sur les "mesures alternatives à l'emprisonnement" prononcé à l'Université de Montréal le 15 mars 1976 ("Actes. Les cahiers d'action juridique", n. 73, 1990); poi come "Alternatives à la prison". Diffusion ou décroissance du contrôle sociale: une entrevue avec Michel Foucault ("Criminologie", vol. 26, n. 1, 1993); «Alternatives à la prison». Une entrevue avec Jean-Paul Brodeur, 2020 | Alternative alla prigione, a cura di Sylvain Lafleur, trad. di Annalisa Romani, Vicenza, Neri Pozza, 2022, ISBN 978-88-54-52374-6 |
| 1977      | La vie des hommes infâmes, "Les Cahiers du chemin", 29, 1977 | La vita degli uomini infami, Bologna: Il Mulino, 2009 ISBN 978-88-15-13326-7 |
| 1978      | (antologia) | Foucault. Il potere e la parola, a cura di Paolo Veronesi, Bologna: Zanichelli, 1978 |
| 1978      | Precisazioni sul potere (1978) e La gouvernamentalité (1978) | Potere/sapere. Materiali di ricerca genealogica e interventi critici, "aut aut", 167-168, 1978, pp. 3-29 |
| 1979      | La Loi de la pudeur (conversazione con Jean Danet e Guy Hocquenghem) | La legge del pudore |
| 1981      | | Colloqui con Foucault, a cura di Duccio Trombadori, Salerno: Cooperativa 10/17, 1981. |
| 1981      | Mal faire, dire vrai: fonction de l'aveu en justice cours de Louvain 1981, a cura di Fabienne Brion e Bernard E. Harcourt, University of Chicago Press, 2012 | Mal fare, dir vero. Funzione della confessione nella giustizia. Corso di Lovanio, 1981, trad. Valeria Zini, Torino: Einaudi, 2013 ISBN 978-88-06-21551-4 |
| 1970-1982 | Résumé des cours 1970-1982. Conférences, essais et leçons du Collège de France, Paris: Julliard, 1989 | I corsi al Collège de France. I Résumé, trad. Alessandro Pandolfi e Alessandro Serra, Milano: Feltrinelli, 1999, ISBN 88-07-10256-0; Résumé des cours. (1970-1982), a cura del Centro Sociale Occupato Autogestito “Godzilla”, Pisa: BFS, 1994, ISBN 88-86389-00-0                                        |
| 1982      | Technologies of the Self: A Seminar with Michel Foucault, a cura di Luther H. Martin, Huck Gutman, Patrick H. Hutton, University of Massachusetts Press, 1988 (conferenze al Vermont College) | Tecnologie del sé. Un seminario con Michel Foucault, trad. Saverio Marchignoli, Torino: Bollati Boringhieri, 1992 ISBN 978-88-339-0704-8 |
| 1983      | Discourse and Truth: The Problematization of Parrhesia, a cura di Joseph Pearson, London: Picador, 1984, 1999 (sei conferenze all'Università di Berkeley nel 1983) | Discorso e verità nella Grecia antica, In appendice il testo della conferenza di Grenoble sulla Parresia (1982), edizione italiana a cura di Adelina Galeotti, Introduzione di Remo Bodei, Roma: Donzelli, 1996-2019, ISBN 978-88-684-3945-3                                                              |
| 1983      | L'écriture de soi | La scrittura di sé, trad. Fabio Polidori, "aut aut", 195-196, 1983, pp. 5-18 |
| 1983      | Le Problème du Présent. Une lesson sur "Qu'est-ce que l'Illuminisme?" de Kant, 1983 | Il problema del presente. Una lezione su "Che cos'è l'Illuminismo?" di Kant, trad. Fabio Polidori, "aut aut", 205, 1985, pp. 11-19 |
| 1957-1984 | Dits et écrits, cit., 1994 | Follia e psichiatria. Detti e scritti 1957-1984, a cura di Mauro Bertani e Pier Aldo Rovatti, trad. Deborah Borca e Valeria Zini, Milano: R. Cortina, 2006 ISBN 88-6030-032-0 |
| 1969-1984 | Dits et écrits, cit., 1994 | Il discorso, la storia, la verità. Interventi 1969-1984, a cura di Mauro Bertani, Collana Biblioteca n.117, Torino: Einaudi, 2001, ISBN 88-06-13063-3 |
| 1970-1984 | Dits et écrits, cit., 1994 | Discipline, poteri, verità. Detti e scritti 1970-1984, a cura di Mauro Bertani e Valeria Zini, Genova: Marietti, 2008 ISBN 978-88-211-8549-6 |
| 1975-1984 | Dits et écrits, cit., 1994 | Biopolitica e liberalismo. Detti e scritti su potere ed etica 1975-1984, a cura di Ottavio Marzocca, Milano: Medusa, 2001 ISBN 88-88130-21-7 |
| 1975-1984 | Dits et écrits, cit., 1994 | La strategia dell'accerchiamento. Conversazioni e interventi 1975-1984, a cura di Salvo Vaccaro, postfazione di Michel Senellart, Palermo: Duepunti, 2009 ISBN 978-88-89987-24-7 |
| 1975-1984 | | La società disciplinare, a cura di Salvo Vaccaro, trad. Andrea Gilardoni e S. Vaccaro, Milano: Mimesis, 2010 ISBN 978-88-575-0153-6 |
| 1985      | Pourquoi étudier le pouvoir. La question du sujet, 1985 | Perché studiare il potere: la questione del soggetto, trad. Fabio Polidori, "aut aut", 205, 1985, pp. 2-10 |
| 1978-1985 | Dits et écrits, cit., 1994 | Archivio Foucault. Interventi, colloqui, interviste 1978-1985: estetica dell'esistenza, etica, politica, cura di Alessandro Pandolfi, trad. Sabina Loriga, Milano: Feltrinelli, 1998 ISBN 88-07-10234-X                                                                                                   |
| 1986      | | Spazi altri. I principi dell'eterotopia, "Lotus international", 48/49, 1986 |
|           | | La società punitiva (con Silvano Cacciari e altri), Piombino: TraccEdizioni, 1991 ISBN 88-7205-019-7 |
|           | | Poteri e strategie. L'assoggettamento dei corpi e l'elemento sfuggente, a cura di Pierre Dalla Vigna, Milano: Mimesis, 1994 ISBN 978-88-575-2124-4 |
|           | | La verità e le forme giuridiche, a cura di Lucio d'Alessandro, Napoli: La città del sole, 1994 ISBN 978-88-8292-380-8 |
|           | | Eterotopia. Luoghi e non-luoghi metropolitani (con altri), Milano: Mimesis, 1994 ISBN 978-88-575-0029-4 |
|           | | Biopolitica e territorio. I rapporti di potere passano attraverso i corpi (con altri), Milano : Mimesis, 1996 ISBN 88-85889-77-8 |
|           | Qu'est-ce que la critique? | Illuminismo e critica, a cura di Paolo Napoli, Roma: Donzelli, 1997 ISBN 88-7989-310-6 |
|           | | Le damigelle d'onore, in Las Meninas. Velázquez, Foucault e l'enigma della rappresentazione, a cura di Paolo Napoli, trad. Libero Sosio, Roma: Donzelli, 1997, pp. 17-32 ISBN 88-428-0484-3 |
|           | La pensée du dehors | Il pensiero del fuori, trad. Vincenzo Del Ninno, con uno scritto di Federico Ferrari, Milano: SE, 1998 ISBN 978-88-7710-740-4 |
|           | Dits et écrits, cit., 1994 | Taccuino persiano, a cura di Renzo Guolo e Pierluigi Panza, Milano: Guerini e associati, 1998 ISBN 88-7802-861-4 |
|           | | Michel Foucault e il potere psichiatrico, "aut aut", 323, 2004 |
|           | | Antologia. L'impazienza della libertà, a cura di Vincenzo Sorrentino, Milano: Feltrinelli, 2005 ISBN 978-88-07-81838-7 |
|           | | Michel Foucault e la "Storia della sessualità", "aut aut", 331, 2006 |
|           | | Michel Foucault, interviste, (con Roger-Pol Droit), a cura di Fabio Polidori, Milano: Mimesis, 2007 ISBN 978-88-8483-569-7 |
|           | The Chomsky-Foucault Debate on Human Nature | Della natura umana. Invariante biologico e potere politico (con Noam Chomsky, Stefano Catucci, Diego Marconi e Paolo Virno, Roma: DeriveApprodi, 2005 ISBN 88-88738-70-3; La natura umana. Giustizia contro potere, trad. Teodoro Falchi e Barbara Baisi, Roma: Castelvecchi, 2013 ISBN 978-88-7615-755-4 |
|           | Sur l'archeologie des sciences, a cura di François Dagognet | Il sapere e la storia. Sull'archeologia delle scienze e altri scritti, introduzione e cura di Antonella Cutro, Verona: Ombre corte, 2007 ISBN 978-88-87009-98-9 |
|           | Michel Foucault, Beyond Structuralism and Hermeneutics | Hubert L. Dreyfus e Paul Rabinow, La ricerca di Michel Foucault. Analitica della verità e storia del presente, con un'intervista e due saggi di Michel Foucault, Firenze: La casa Usher, 2010 ISBN 978-88-95065-47-2                                                                                      |
|           | | Foucault e la "Storia della follia" (1961-2011), "aut aut", 351, 2011 |
|           | Le beau danger, a cura di Philippe Artieres, Paris: EHESS, 2011 | Il bel rischio. Conversazione con Claude Bonnefoy, trad. Antonella Moscati, Napoli: Cronopio, 2013 ISBN 978-88-89446-63-8 |
|           | Dits et écrits, cit., 1994 | L'emergenza delle prigioni. Interventi su carcere, diritto, controllo, con saggi introduttivi di Dario Melossi e Daniel Defert, Firenze: La casa Usher, 2011 ISBN 978-88-95065-55-7 |
|           | | Serena Marcenò e Salvo Vaccaro (a cura di), Il governo di sé, il governo degli altri, con due lezioni inedite di Michel Foucault presentate da Nildo Avelino, Palermo: Duepunti, 2011 ISBN 978-88-89987-68-1                                                                                              |
|           | Subjectivity and Truth e Christianity and Confession, a cura di Henri-Paul Fruchaud e Daniele Lorenzini | Sull'origine dell'ermeneutica del sé. Due conferenze al Dartmouth College, postfazione di Arnold I. Davidson, Napoli: Cronopio, 2012 ISBN 978-88-89446-75-1 |
|           | | Michel Foucault, genealogie del presente, a cura di Paolo B. Vernaglione, con un'intervista a Michel Foucault e un'intervista a Daniel Defert, saggi di Laura Cremonesi, Daniele Lorenzini, Orazio Irrera, Martina Tazzioli, Paolo B. Vernaglione, Roma: Manifestolibri, 2015 ISBN 978-88-7285-782-3      |
|           | | La grande straniera. A proposito di letteratura, Napoli: Cronopio, 2015 ISBN 978-88-9836-715-3 |
|           | Thierry Voeltzel, Vingt ans et après, Texte établi par Mireille Davidovici, Préface de Claude Mauriac, Paris: Grasset, 1978; Vingt ans et après suivi de Letzlove, l'anagramme d'une rencontre. Nouvelle édition, Collection Verticales, Paris: Gallimard, 2014 | Thierry Voeltzel, Vent’anni e poi. Conversazioni con Michel Foucault su amore e rivoluzione, Collana Linee, Milano: Meltemi, 2021, ISBN 978-88-551-9351-1 |
|           | Raccolta di 3 Conferenze tenute all'Università di Stato di Rio de Janeiro, ottobre 1974; lezione del 25 gennaio 1978 al Collège de France; intervista del 1983 [testi già tradotti per Feltrinelli] | Medicina e biopolitica. La salute pubblica e il controllo sociale, a cura di Paolo Napoli, Collana Saggine n.354, Roma, Donzelli, 2021, ISBN 978-88-552-2220-4 |

## Corsi al Collège de France
| Anno del corso | Titolo originale francese | Traduzione italiana |
| -------------- | --- | --- |
| 1970–1971      | La volonté de savoir, a cura di Daniel Defert, Paris: EHESS, 2011                                                                                    | Lezioni sulla volontà di sapere, a cura di Pier Aldo Rovatti, trad. Massimiliano Nicoli e Carla Troilo, Milano: Feltrinelli, 2015 ISBN 978-88-07-10511-1                                                                            |
| 1971–1972      | Théories et institutions pénales, a cura di Bernard E. Harcourt con la collaborazione di Elisabetta Basso e Claude-Olivier Doron, Paris: EHESS, 2015 | Teorie e istituzioni penali. Corso al Collège de France (1971-1972), a cura di Pier Aldo Rovatti, trad. Deborah Borca e Carla Troilo, Milano: Feltrinelli, 2019 ISBN 880710542X                                                     |
| 1972–1973      | La société punitive, a cura di Bernard E. Harcourt, Paris: EHESS, 2013                                                                               | La società punitiva. Corso al Collège de France (1972-1973), a cura di Pier Aldo Rovatti, Milano: Feltrinelli, 2016 ISBN 978-88-07-10516-6                                                                                          |
| 1973–1974      | Le pouvoir psychiatrique, a cura di Jacques Lagrange, 2003                                                                                           | Il potere psichiatrico, trad. Mauro Bertani, Milano: Feltrinelli, 2004 ISBN 978-88-07-72212-7 |
| 1974–1975      | Les anormaux, a cura di Valerio Marchetti et Antonella Salomoni, Paris: EHESS, 1999                                                                  | Gli anormali. Corso al Collège de France, a cura di Valerio Marchetti e Antonella Salomoni, Milano: Feltrinelli, 2000 ISBN 978-88-07-72130-4                                                                                        |
| 1975–1976      | Il faut défendre la société, a cura di François Ewald e Alessandro Fontana, Paris: EHESS, 1997                                                       | Difendere la società. Dalla guerra delle razze al razzismo di Stato, a cura di Mauro Bertani e Alessandro Fontana, Firenze: Ponte alle Grazie, 1990; Bisogna difendere la società, Milano: Feltrinelli, 1998 ISBN 978-88-07-72089-5 |
| 1976–1977      | (nessun corso: anno sabbatico) | |
| 1977–1978      | Sécurité, territoire, population, a cura di Michel Senellart, Paris: EHESS, 2004                                                                     | Sicurezza, territorio, popolazione, trad. Paolo Napoli, Milano: Feltrinelli, 2005 ISBN 978-88-07-10390-2 |
| 1978–1979      | Naissance de la biopolitique, a cura di Michel Senellart, Paris: EHESS, 2004                                                                         | Nascita della biopolitica, trad. Mauro Bertani e Valeria Zini, Milano: Feltrinelli, 2005 ISBN 978-88-07-72365-0 |
| 1979–1980      | Du gouvernement des vivants, a cura di Michel Senellart, Paris: EHESS, 2012                                                                          | Del governo dei viventi, ed. italiana a cura di Deborah Borca e Pier Aldo Rovatti, Milano: Feltrinelli, 2014 ISBN 978-88-07-10507-4                                                                                                 |
| 1980–1981      | Subjectivité et vérité, a cura di Frédéric Gros, Paris: EHESS, 2014                                                                                  | Soggettività e verità, ed. italiana a cura di Pier Aldo Rovatti, Milano: Feltrinelli, 2017 ISBN 978-88-07-10524-1 |
| 1981–1982      | L'Herméneutique du sujet, a cura di Frédéric Gros, Paris: EHESS, 2001                                                                                | L'ermeneutica del soggetto, trad. Mauro Bertani, Milano: Feltrinelli, 2003 ISBN 978-88-07-10352-0 |
| 1982–1983      | Le Gouvernement de soi et des autres, a cura di Frédéric Gros, Paris: EHESS, 2008                                                                    | Il governo di sé e degli altri, ed. italiana a cura di Mario Galzigna, Milano: Feltrinelli, 2009 ISBN 978-88-07-10475-6 |
| 1983–1984      | Le courage de la vérité, a cura di Frédéric Gros, Paris: EHESS, 2009                                                                                 | Il coraggio della verità, ed. italiana a cura di Mario Galzigna, Milano: Feltrinelli, 2011 ISBN 978-88-07-10475-6 |

## Altri Corsi Universitari
| Anno originale | Titolo originale | Traduzione italiana |
| -------------- | --- | --- |
| 2018           | La sexualité. Cours donné à l'Université del Clermont-Ferrand (1964) suivi de Le discours de la sexualité Cours donné à l'Université de Vincennes (1969), Édition établie, sous la responsabilité de François Ewald, par Claude-Olivier Doron, Seuil/Gallimard | La sessualità. Corso all'Università di Clermont-Ferrand (1964) e Il discorso della sessualità, corso all'Università di Vincennes (1969), Edizione stabilita da Claude-Olivier Doron, sotto la responsabilità di François Ewald, traduzione e cura di Deborah Borca, Collezione Campi del sapere, Milano, Feltrinelli, 2023, ISBN 978-88-071-0568-5 |